# Oleg Jesajan
Oleg Jesajan, orm. Օլեգ Եսայան (ur. 1946) – ormiański polityk. Pierwszy premier Górskiego Karabachu od 8 stycznia 1992 do 14 sierpnia 1992. Bezpartyjny.